# Фудбалска репрезентација Аустралије
Фудбалска репрезентација Аустралије је фудбалски тим који представља Аустралију на међународним такмичењима.

## Резултати репрезентације

### Светска првенства
| Година         | Коло                  | Пласман               | ИГ                    | П                     | Н                     | И                     | ГД                    | ГП                    |
| -------------- | --------------------- | --------------------- | --------------------- | --------------------- | --------------------- | --------------------- | --------------------- | --------------------- |
| 1930. до 1962. | Није учествовала      | Није учествовала      | Није учествовала      | Није учествовала      | Није учествовала      | Није учествовала      | Није учествовала      | Није учествовала      |
| 1966.          | Није се квалификовала | Није се квалификовала | Није се квалификовала | Није се квалификовала | Није се квалификовала | Није се квалификовала | Није се квалификовала | Није се квалификовала |
| 1970.          | Није се квалификовала | Није се квалификовала | Није се квалификовала | Није се квалификовала | Није се квалификовала | Није се квалификовала | Није се квалификовала | Није се квалификовала |
| 1974.          | 1. коло               | 14.                   | 3                     | 0                     | 1                     | 2                     | 0                     | 5                     |
| 1978. до 2002. | Није се квалификовала | Није се квалификовала | Није се квалификовала | Није се квалификовала | Није се квалификовала | Није се квалификовала | Није се квалификовала | Није се квалификовала |
| 2006.          | Осмина финала         | 16.                   | 4                     | 1                     | 1                     | 2                     | 5                     | 6                     |
| 2010.          | 1. коло               | 21.                   | 3                     | 1                     | 1                     | 1                     | 3                     | 6                     |
| 2014.          | 1. коло               | 30.                   | 3                     | 0                     | 0                     | 3                     | 3                     | 9                     |
| 2018.          | 1. коло               | 30.                   | 3                     | 0                     | 1                     | 2                     | 2                     | 5                     |
| 2022.          | Осмина финала         | 11.                   | 4                     | 2                     | 0                     | 2                     | 4                     | 6                     |
| Укупно         | Осмина финала         | 6/22                  | 20                    | 4                     | 4                     | 12                    | 17                    | 37                    |

### Куп Конфедерација
| Година | Пласман                    | ИГ                         | П                          | Н                          | И                          | ГД                         | ГП                         |                            |
| ------ | -------------------------- | -------------------------- | -------------------------- | -------------------------- | -------------------------- | -------------------------- | -------------------------- | -------------------------- |
| 1992.  | Није било представника ОФК | Није било представника ОФК | Није било представника ОФК | Није било представника ОФК | Није било представника ОФК | Није било представника ОФК | Није било представника ОФК | Није било представника ОФК |
| 1995.  | Није било представника ОФК | Није било представника ОФК | Није било представника ОФК | Није било представника ОФК | Није било представника ОФК | Није било представника ОФК | Није било представника ОФК | Није било представника ОФК |
| 1997.  | Друго место                | 5                          | 2                          | 1                          | 2                          | 4                          | 8                          |                            |
| 1999.  | Није се квалификовала      | Није се квалификовала      | Није се квалификовала      | Није се квалификовала      | Није се квалификовала      | Није се квалификовала      | Није се квалификовала      | Није се квалификовала      |
| 2001.  | Треће место                | 5                          | 3                          | 0                          | 2                          | 4                          | 2                          |                            |
| 2003.  | Није се квалификовала      | Није се квалификовала      | Није се квалификовала      | Није се квалификовала      | Није се квалификовала      | Није се квалификовала      | Није се квалификовала      | Није се квалификовала      |
| 2005.  | 1. коло                    | 3                          | 0                          | 0                          | 3                          | 5                          | 10                         |                            |
| 2009.  | Није се квалификовала      | Није се квалификовала      | Није се квалификовала      | Није се квалификовала      | Није се квалификовала      | Није се квалификовала      | Није се квалификовала      | Није се квалификовала      |
| 2013.  | Није се квалификовала      | Није се квалификовала      | Није се квалификовала      | Није се квалификовала      | Није се квалификовала      | Није се квалификовала      | Није се квалификовала      | Није се квалификовала      |
| 2017.  | 1. коло                    | 3                          | 0                          | 2                          | 1                          | 4                          | 5                          |                            |
| Укупно | 4/10                       | 16                         | 5                          | 3                          | 8                          | 17                         | 25                         |                            |

### АФК азијски куп
| Година         | Коло             | Пласман          | ИГ               | П                | Н                | И                | ГД               | ГП               |
| -------------- | ---------------- | ---------------- | ---------------- | ---------------- | ---------------- | ---------------- | ---------------- | ---------------- |
| 1956. до 2004. | Није учествовала | Није учествовала | Није учествовала | Није учествовала | Није учествовала | Није учествовала | Није учествовала | Није учествовала |
| 2007.          | Четвртфинале     | 7.               | 4                | 1                | 2                | 1                | 7                | 5                |
| 2011.          | Друго место      | 2.               | 6                | 4                | 1                | 1                | 13               | 2                |
| 2015.          | Шампиони         | 1.               | 6                | 5                | 0                | 1                | 14               | 3                |
| 2019.          | Четвртфинале     | 7.               | 5                | 2                | 1                | 2                | 6                | 4                |
| Укупно         | 1 титула         | 4/17             | 21               | 12               | 4                | 5                | 40               | 14               |

### Пријатељске утакмице
| Јапан | v | Аустралија |
| ----- | - | ---------- |
|       |   |            |

## Састав репрезентације
Састав тима за Свјетско првенство 2018.
Подаци ажурирани 27. јуна 2018, након утакмице са Перуом:
| Име                      | Датум рођења  | Број наступа | Број голова | Клуб                 |         |         |
| Голмани                  | Голмани       | Голмани      | Голмани     | Голмани              | Голмани | Голмани |
| ------------------------ | ------------- | ------------ | ----------- | -------------------- | ------- | ------- |
| Метју Рајан              | 8. 4. 1992.   | 47           | 0           | Брајтон              |         |         |
| Бред Џонс                | 19. 3. 1982.  | 5            | 0           | Фајенорд             |         |         |
| Дени Вукович             | 27. 3. 1985.  | 1            | 0           | Генк                 |         |         |
| Одбрамбени фудбалери     |               |              |             |                      |         |         |
| Милош Дегенек            | 28. 4. 1994.  | 18           | 0           | ФК Црвена звезда     |         |         |
| Џејмс Мередит            | 4. 4. 1988.   | 2            | 0           | Милвол               |         |         |
| Метју Џурман             | 8. 12. 1989.  | 4            | 0           | Сувон Самсунг        |         |         |
| Азиз Бехич               | 16. 10. 1990. | 26           | 2           | Бурсаспор            |         |         |
| Џош Рисдон               | 27. 7. 1992.  | 11           | 0           | Сиднеј вондерерс     |         |         |
| Трент Сејнсбери          | 5. 1. 1992.   | 38           | 3           | Грасхопер            |         |         |
| Фудбалери средине терена |               |              |             |                      |         |         |
| Марк Милиган (к)         | 4. 8. 1985.   | 71           | 6           | Ал Ахли              |         |         |
| Масимо Лонго             | 25. 9. 1992.  | 35           | 5           | Квинс Парк Рејнџерси |         |         |
| Арон Мој                 | 15. 9. 1990.  | 37           | 5           | Хадерсфилд Таун      |         |         |
| Миле Јединак             | 3. 8. 1984.   | 79           | 20          | Астон вила           |         |         |
| Данијел Арзани           | 4. 1. 1999.   | 5            | 1           | Мелбурн              |         |         |
| Димитри Петратос         | 10. 11. 1992. | 2            | 0           | Њукасл Џетс          |         |         |
| Џексон Ирвин             | 7. 3. 1993.   | 22           | 2           | Хал Сити             |         |         |
| Том Рогич                | 16. 12. 1992. | 40           | 7           | Селтик               |         |         |
| Нападачи                 |               |              |             |                      |         |         |
| Тим Кахил                | 6. 12. 1979.  | 107          | 50          | Слободан играч       |         |         |
| Метју Леки               | 4. 2. 1991.   | 56           | 8           | Херта Берлин         |         |         |
| Томи Јурич               | 22. 7. 1991.  | 38           | 8           | Луцерн               |         |         |
| Роби Крузе               | 5. 10. 1988.  | 67           | 5           | Бохум                |         |         |
| Ендру Набут              | 26. 12. 1992. | 6            | 1           | Урава ред дајмондс   |         |         |
| Џејми Макларен           | 29. 7. 1993.  | 6            | 0           | Дармштат 98          |         |         |